# ناحیه تایروون، شهرستان فرانکلین، ایلینوی
ناحیه تایروون (به انگلیسی: Tyrone Township) یک منطقهٔ مسکونی در ایالات متحده آمریکا است که در شهرستان فرانکلین، ایلینوی واقع شده‌است. ناحیه تایروون ۱۴۳ متر بالاتر از سطح دریا واقع شده‌است.